# Marcelino Elena
Marcelino, właśc. Marcelino Elena Sierra (ur. 26 września 1971 w Gijón) – piłkarz hiszpański grający na pozycji środkowego obrońcy. W swojej karierze 5 razy wystąpił w reprezentacji Hiszpanii.

## Kariera klubowa
Karierę piłkarską Marcelino rozpoczął w klubie Sporting Gijón. W latach 1990–1993 grał w rezerwach Sportingu. W 1993 roku został zawodnikiem pierwszego zespołu. 5 kwietnia 1994 zadebiutował w Primera División w zremisowanym 2:2 wyjazdowym spotkaniu z Realem Madryt. W Sportingu grał przez 3 lata, jednak był rezerwowym i wystąpił tylko w 14 spotkaniach ligowych.
Na początku 1996 roku Marcelino przeszedł ze Sportingu do RCD Mallorca, grającego w Segunda División. W 1997 roku awansował z Mallorką do Primera División. W 1998 roku wystąpił z nią w finale Pucharu Króla, przegranym po serii rzutów karnych z Barceloną. Z kolei latem 1998 zdobył Superpuchar Hiszpanii. W 1999 roku zagrał w finale Pucharu Zdobywców Pucharów, przegranym 1:2 z S.S. Lazio.
W 1999 roku Marcelino odszedł z Mallorki i został piłkarzem Newcastle United. Kosztował 6.7 miliona funtów. W Newcastle zadebiutował 6 sierpnia 1999 w przegranym 0:1 domowym meczu z Aston Villą. W Newcastle nie wywalczył miejsca w podstawowym składzie i przez 3 sezony rozegrał w nim 17 spotkań w Premier League.
W 2003 roku Marcelino wrócił do Hiszpanii. Został piłkarzem drugoligowego Polideportivo Ejido. Po 2 sezonach gry zakończył karierę piłkarską.
| Sezon   | Klub                | Kraj      | Rozgrywki          | Mecze | Bramki |
| ------- | ------------------- | --------- | ------------------ | ----- | ------ |
| 1990/91 | Sporting Gijón B    | Hiszpania | Segunda División B | ?     | ?      |
| 1991/92 | Sporting Gijón B    | Hiszpania | Segunda División B | ?     | ?      |
| 1992/93 | Sporting Gijón B    | Hiszpania | Segunda División B | ?     | ?      |
| 1993/94 | Sporting Gijón      | Hiszpania | Primera División   | 2     | 0      |
| 1994/95 | Sporting Gijón      | Hiszpania | Primera División   | 8     | 0      |
| 1995/96 | Sporting Gijón      | Hiszpania | Primera División   | 4     | 0      |
| 1995/96 | RCD Mallorca        | Hiszpania | Segunda División   | 19    | 4      |
| 1996/97 | RCD Mallorca        | Hiszpania | Segunda División   | 33    | 4      |
| 1997/98 | RCD Mallorca        | Hiszpania | Primera División   | 36    | 2      |
| 1998/99 | RCD Mallorca        | Hiszpania | Primera División   | 34    | 3      |
| 1999/00 | Newcastle United    | Anglia    | Premier League     | 11    | 0      |
| 2000/01 | Newcastle United    | Anglia    | Premier League     | 6     | 0      |
| 2001/02 | Newcastle United    | Anglia    | Premier League     | 0     | 0      |
| 2002/03 | Polideportivo Ejido | Hiszpania | Segunda División   | 11    | 0      |
| 2003/04 | Polideportivo Ejido | Hiszpania | Segunda División   | 35    | 2      |

## Kariera reprezentacyjna
W reprezentacji Hiszpanii Marcelino zadebiutował 18 listopada 1998 roku w zremisowanym 2:2 towarzyskim spotkaniu z Włochami. Od 1998 do 1999 roku rozegrał w kadrze narodowej 5 mecczów, w tym 3 w eliminacjach do ME 2000.
| Mecze i gole w reprezentacji | Mecze i gole w reprezentacji | Mecze i gole w reprezentacji | Mecze i gole w reprezentacji | Mecze i gole w reprezentacji | Mecze i gole w reprezentacji | Mecze i gole w reprezentacji |
| #                            | Data                         | Stadion                      | Rywal                        | Wynik                        | Gol                          | Rozgrywki                    |
| 1998                         | 1998                         | 1998                         | 1998                         | 1998                         | 1998                         | 1998                         |
| ---------------------------- | ---------------------------- | ---------------------------- | ---------------------------- | ---------------------------- | ---------------------------- | ---------------------------- |
| 1.                           | 18.11.1998                   | Salerno, Włochy              | Włochy                       | 2:2                          | 0                            | towarzyski                   |
| 1999                         |                              |                              |                              |                              |                              |                              |
| 2.                           | 27.03.1999                   | Walencja, Hiszpania          | Austria                      | 9:0                          | 0                            | el. ME 2000                  |
| 3.                           | 31.03.1999                   | San Marino, San Marino       | San Marino                   | 6:0                          | 0                            | el. ME 2000                  |
| 4.                           | 05.05.1999                   | Sewilla, Hiszpania           | Chorwacja                    | 3:1                          | 0                            | towarzyski                   |
| 5.                           | 05.06.1999                   | Villarreal, Hiszpania        | San Marino                   | 9:0                          | 0                            | el. ME 2000                  |